# Hypanthidioides capixaba
Hypanthidioides capixaba är en biart som först beskrevs av Urban 1995.  Hypanthidioides capixaba ingår i släktet Hypanthidioides och familjen buksamlarbin. Inga underarter finns listade i Catalogue of Life.